# Лаго (Авелино)
Лаго је насеље у Италији у округу Авелино, региону Кампанија.
Према процени из 2011. у насељу је живело 142 становника. Насеље се налази на надморској висини од 405 м.